# Max Carver
Max Carver (São Francisco, Califórnia, 1 de agosto de 1988) é um ator norte-americano. É mais conhecido por interpretar Preston Scavo na série de televisão Desperate Housewives e por sua participação interpretando o agressivo lobisomem Aiden Steiner na terceira temporada da série de televisão Teen Wolf: 3.ª temporada" (entre 2013-2014), da MTV.
O seu irmão gêmeo idêntico maior é o ator Charlie Carver.

## Biografia
Max Carver nasceu no dia 1 de agosto de 1988 na cidade de São Francisco, localizada na Califórnia. O seu pai, é Robert Martensen, é um médico e escritor; e sua mãe, a Anne Carver, é uma ativista filantropa.
O seu irmão gêmeo idêntico Charlie Carver, nasceu sete minutos mais cedo ainda no dia 31 de julho de 1988.
Antes de começar a atuar profissionalmente, ele era conhecido como Max Martensen, utilizando o sobrenome paternal.
Em 1992, a sua mãe Anne Carver e seu novo marido Denis Sutro mudaram a família para Calistoga em Napa Valley. Com isso, Max cursou o ensino médio no reconhecido colégio de St. Paul's Boarding School, localizado na cidade de Concord no New Hampshire, onde se formou no ensino médio em 2007.
Em 2012, o Max Carver se formou na Universidade do Sul da Califórnia com um diploma de bacharel em inglês.

## Carreira de ator
Ele fez sua estreia como ator junto a seu irmão gêmeo Charlie Carver, na série de televisão da ABC, Desperate Housewives, interpretando Preston Scavo. Carver também participou de alguns episódios de outras séries, incluindo The Office e Victorious.
Ele fará sua estreia no cinema em Undiscovered Gyrl, escrito e dirigido por Allison Burnett, que está atualmente em pós-produção.
Em 2013-2014, Max participou da primeira e segunda da série de televisão "Teen Wolf (3.ª temporada)", exibida pela MTV, ao interpretar o no início lobisomem alfa problemático e agressivo Aiden Steiner (que depois vira um lobisomem beta), o seu personagem tem um envolvimento romântico com a personagem Lydia Martin (interpretada por Holland Roden), que é uma das protagonistas da história.
Em 2014, Max e seu irmão participaram juntos da série de televisão "The Leftovers". Também em 2014, Max estreou no cinema no filme "Ask Me Anything", co-estrelando com os atores Britt Robertson, Justin Long e Martin Sheen.
Em 2015, Max retornou a interpretar o lobisomem Aiden Steiner em uma participação especial surpresa em um único episódio da "Teen Wolf 5ª temporada", da MTV; onde aparece para a sua ex-ficante uma das protagonistas, a Lydia Martin (interpretada por Holland Roden) no final do primeiro episódio de estréia da quinta temporada, que leva o título original em inglês de "Creatures of the Night".

## Relacionamentos
Entre 2015 e 2016, Max namorou com a atriz estadunidense Holland Roden, relação que durou mais ou menos 1 ano. Os dois se conheceram durante as gravações da primeira parte da série de televisão "Teen Wolf (3.ª temporada)", exibida pela MTV, o qual os dois atuavam juntos.

## Filmografia
| Ano         | Trabalho                          | Personagem       | Notas                                                               |
| ----------- | --------------------------------- | ---------------- | ------------------------------------------------------------------- |
| 2008–2012   | Desperate Housewives              | Preston Scavo    | Indicado–Screen Actors Guild para Melhor Elenco de Série de Comédia |
| 2009        | The Office                        | Eric             | Episódio: "Gossip"                                                  |
| 2010        | Cliffhanger                       | Charlie          |                                                                     |
| 2010        | Good Luck Charlie                 | Brad             | Episódio: "Double Whammy"                                           |
| 2012        | Haven's Point                     | Kevin            | Curta-metragem                                                      |
| 2012        | Best Friends Forever              | Corey            | Episódio: "Single and Lovin' It"                                    |
| 2012        | Victorious                        | Evan Smith       | Episódio: "The Blonde Squad"                                        |
| 2012        | NTSF:SD:SUV::                     | Thad             | Episódio: "16 Hop Street"                                           |
| 2012        | Halo 4: Forward Unto Dawn         | Cadmon Lasky     | Websérie                                                            |
| 2013 - 2014 | Teen Wolf                         | Aiden Steiner    | Elenco Recorrente                                                   |
| 2013        | Undiscovered Gyrl                 | Rory             | Pós-produção                                                        |
| 2013        | Dean Slater: Resident Advisor     | Rapaz embriagado | Pós-produção                                                        |
| 2013        | The Cheating Pact                 | Jordan Coleman   |                                                                     |
| 2014        | The Leftovers                     | Adam Frost       | Série da HBO; Elenco Principal                                      |
| 2014        | Grand Theft Auto: Give Me Liberty | Claude           | Filme para televisão                                                |
| 2015        | The Following                     | Reggie           | Temporada 3; episódio 4: "Home"                                     |
| 2015        | Teen Wolf                         | Aiden Steiner    | Episódio: "Creatures of the Night"                                  |
| 2015        | Filthy Preppy Teen$               | Chaad Bishop     | Elenco principal                                                    |
| 2017        | Blooms                            | Andrew Bloom     |                                                                     |

| Ano  | Título                        | Personagem     | Nota(s)        |
| ---- | ----------------------------- | -------------- | -------------- |
| 2010 | Cliffhanger                   | Charlie        | Curta-metragem |
| 2012 | Haven's Point                 | Kevin          | Curta-metragem |
| 2013 | Dean Slater: Resident Advisor | Cara revoltado |                |
| 2014 | Ask Me Anything               | Rory           |                |
| 2014 | Mantervention                 | Lifeguard Joe  |                |
| 2016 | Rough Sweat                   | Thomas         | Curta-metragem |
| 2017 | Fist Fight                    | Daniel         |                |
| 2017 | A Midsummer Night's Dream     | Snout          |                |
| 2018 | In the Cloud                  | Caden          |                |
| 2021 | The Batman                    | TBA            | Filmando       |

| Year | Title      | Notes                                                          |
| ---- | ---------- | -------------------------------------------------------------- |
| 2017 | Simularity | Curta-metragem; também produtor, produtor executivo e escritor |

| Ano  | Título              | Artista(s)                              | Papel     |
| ---- | ------------------- | --------------------------------------- | --------- |
| 2016 | "Rough Sweat"       | White China Gold                        | Thomas    |
| 2016 | "Where's the Love?" | The Black Eyed Peas featuring The World | Ele mesmo |